# Teodozjusz Pieczerski
Teodozjusz Pieczerski (ur. ok. 1008 w Wasylkowie, zm. 3 maja 1074 w Kijowie) – święty katolicki i prawosławny, jeden z założycieli Ławry Peczerskiej.

## Życiorys
Urodził się ok. 1008 we wsi Wasylków (ukr. Wasylkiw), na terenie obecnej Ukrainy, jednak dzieciństwo i młodość spędził w Kursku. W 1032 opuścił rodzinny dom i bezskutecznie usiłował wstąpić do jednego z monasterów Kijowa. Dopiero Antoni Pieczerski zgodził się bez nowicjatu przyjąć jego śluby zakonne.
W 1054 został hieromnichem, zaś w 1057 wybrany przez wspólnotę monastyczną na igumena monasteru kijowsko-pieczerskiego, w którym żył. Jako przełożony klasztoru zajmował się rozbudową zabudowań monasteru (w tym wzniesieniem głównej cerkwi Zaśnięcia Matki Bożej) i spisaniem ostatecznego brzmienia jego reguły na podstawie pism św. Teodora Studyty, nadesłanych na jego prośbę z Konstantynopola w 1068 roku.
Prowadził niezwykle ascetyczne życie, ograniczając ilość spożywanego chleba, zakuwając się w kajdany i zamykając się w pieczarze w Dalekich Pieczarach monasteru kijowskiego. Zmarł w 1074 po chorobie i został pochowany w pieczarze, w której zamykał się w czasie Wielkiego Postu. Jego ciało miało zachować się w nienaruszonym stanie; w 1090 zostało odnalezione przez mnichów i przeniesione do raki w głównej cerkwi monasteru.
Jest autorem pouczeń i literackich listów adresowanych do wielkiego księcia Izjasława.
Czczony jako święty zarówno przez Kościół katolicki jak i Cerkiew prawosławną. Martyrologium Rzymskie wspomina go 3 maja.